# Cupa Cupelor 1984-1985
Sezonul 1984-1985 al Cupei Cupelor a fost câștigat de Everton, care a învins-o în finală pe Rapid Viena.

## Prima rundă
| Echipa 1                          | Scor gen. | Echipa 2         | Tur | Retur |
| --------------------------------- | --------- | ---------------- | --- | ----- |
| Bayern München                    | 6–2       | Moss             | 4–1 | 2–1   |
| Botev Plovdiv                     | 5–1       | Union Luxembourg | 4–0 | 1–1   |
| Roma                              | 1–0       | Steaua București | 1–0 | 0–0   |
| Wrexham                           | 4–4 (a)   | Porto            | 1–0 | 3–4   |
| Internacional Slovnaft Bratislava | 2–1       | Kuusysi Lahti    | 2–1 | 0–0   |
| UCD                               | 0–1       | Everton          | 0–0 | 0–1   |
| KB                                | 0–3       | Fortuna Sittard  | 0–0 | 0–3   |
| Wisła Kraków                      | 7–3       | ÍBV              | 4–2 | 3–1   |
| Malmö FF                          | 3–4       | Dinamo Dresden   | 2–0 | 1–4   |
| Metz                              | 6–5       | Barcelona        | 2–4 | 4–1   |
| Rapid Viena                       | 5–2       | Beșiktaș         | 4–1 | 1–1   |
| Gent                              | 1–3       | Celtic           | 1–0 | 0–3   |
| Siófoki Bányász                   | 1–3       | AE Larissa       | 1–1 | 0–2   |
| APOEL                             | 1–6       | Servette         | 0–3 | 1–3   |
| Dinamo Moscova                    | 6–2       | Hajduk Split     | 1–0 | 5–2   |
| Ballymena United                  | 1–3       | Ħamrun Spartans  | 0–1 | 1–2   |

### Prima manșă
| Bayern München                                | 4 – 1 | Moss           |
| --------------------------------------------- | ----- | -------------- |
| Pflügler 31', 55' Wohlfarth 69' Nachtweih 77' |       | Kollshaugen 2' |

| Botev Plovdiv                                      | 4 – 0 | Union Luxembourg |
| -------------------------------------------------- | ----- | ---------------- |
| Pashev 43' Stoinov 63' Georgiev 69' Kostadinov 77' |       |                  |

| Roma         | 1 – 0 | Steaua București |
| ------------ | ----- | ---------------- |
| Graziani 73' |       |                  |

| Wrexham   | 1 – 0 | Porto |
| --------- | ----- | ----- |
| Steel 72' |       |       |

| Internacional Slovnaft Bratislava | 2 – 1 | Kuusysi Lahti |
| --------------------------------- | ----- | ------------- |
| Brezík 42' Moravec 65'            |       | Törnvall 4'   |

| UCD | 0 – 0 | Everton |
| --- | ----- | ------- |
|     |       |         |

| KB | 0 – 0 | Fortuna Sittard |
| -- | ----- | --------------- |
|    |       |                 |

| Wisła Kraków                                  | 4 – 2 | ÍBV                               |
| --------------------------------------------- | ----- | --------------------------------- |
| Wróbel 19' Nawałka 20' Banaszkiewicz 31', 67' |       | Elíasson 40' Georgsson 45' (pen.) |

| Malmö FF           | 2 – 0 | Dinamo Dresden |
| ------------------ | ----- | -------------- |
| Magnusson 44', 64' |       |                |

| Metz                       | 2 – 4 | Barcelona                                              |
| -------------------------- | ----- | ------------------------------------------------------ |
| Kurbos 44' Rohr 87' (pen.) |       | Sonor 12' (o.g.) Schuster 47' Calderé 53' Carrasco 64' |

| Rapid Viena                                   | 4 – 1 | Beșiktaș      |
| --------------------------------------------- | ----- | ------------- |
| Panenka 12' (pen.) 56', 66' (pen.) Bručić 25' |       | Kovačević 11' |

| Gent        | 1 – 0 | Celtic |
| ----------- | ----- | ------ |
| Cordiez 80' |       |        |

| Siófoki Bányász | 1 – 1 | AE Larissa   |
| --------------- | ----- | ------------ |
| Tieber 68'      |       | Adamczyk 28' |

| APOEL | 0 – 3 | Servette                           |
| ----- | ----- | ---------------------------------- |
|       |       | Decastel 40' Brigger 81' Favre 85' |

| Dinamo Moscova | 1 – 0 | Hajduk Split |
| -------------- | ----- | ------------ |
| Argudyayev 10' |       |              |

| Ballymena United | 0 – 1 | Hamrun Spartans |
| ---------------- | ----- | --------------- |
|                  |       | Xuereb 19'      |

### A doua manșă
| Moss            | 1 – 2 | Bayern München               |
| --------------- | ----- | ---------------------------- |
| Kollshaugen 85' |       | Wohlfarth 23' Rummenigge 47' |

| Union Luxembourg | 1 – 1 | Botev Plovdiv |
| ---------------- | ----- | ------------- |
| Thines 75'       |       | Stoinov 15'   |

| Steaua București | 0 – 0 | Roma |
| ---------------- | ----- | ---- |
|                  |       |      |

| Porto                                 | 4 – 3 | Wrexham                 |
| ------------------------------------- | ----- | ----------------------- |
| Gomes 5', 38' Magalhães 18' Futre 61' |       | King 40', 42' Horne 88' |

| Kuusysi Lahti | 0 – 0 | Internacional Slovnaft Bratislava |
| ------------- | ----- | --------------------------------- |
|               |       |                                   |

| Everton   | 1 – 0 | UCD |
| --------- | ----- | --- |
| Sharp 10' |       |     |

| Fortuna Sittard             | 3 – 0 | KB |
| --------------------------- | ----- | -- |
| Holverda 35', 73' Hoyer 73' |       |    |

| ÍBV           | 1 – 3 | Wisła Kraków                    |
| ------------- | ----- | ------------------------------- |
| Georgsson 86' |       | Iwan 26', 31' Banaszkiewicz 75' |

| Dinamo Dresden                                   | 4 – 1 | Malmö FF     |
| ------------------------------------------------ | ----- | ------------ |
| Häfner 13' (pen.) Minge 29' Pilz 62' Stübner 82' |       | Rönnberg 83' |

| Barcelona    | 1 – 4 | Metz                                    |
| ------------ | ----- | --------------------------------------- |
| Carrasco 33' |       | Kurbos 38', 56', 87' Sánchez 39' (o.g.) |

| Beșiktaș  | 4 – 1 | Rapid Viena  |
| --------- | ----- | ------------ |
| Tekin 61' |       | Kranjčar 15' |

| Celtic                       | 3 – 0 | Gent |
| ---------------------------- | ----- | ---- |
| McGarvey 41', 62' McStay 89' |       |      |

| AE Larissa               | 2 – 0 | Siófoki Bányász |
| ------------------------ | ----- | --------------- |
| Kmiecik 30' Valaoras 66' |       |                 |

| Servette                        | 3 – 1 | APOEL     |
| ------------------------------- | ----- | --------- |
| Kok 1' Barberis 14' Brigger 31' |       | Moores 1' |

| Hajduk Split                   | 2 – 5 | Dinamo Moscova                                        |
| ------------------------------ | ----- | ----------------------------------------------------- |
| Deverić 40' Vujović 50' (pen.) |       | Gazzaev 8', 57', 77' (pen.) Bulanov 63' Khapsalis 80' |

Dinamo Moscova s-a calificat cu scorul general de 6–2.
| Hamrun Spartans | 2 – 1 | Ballymena United |
| --------------- | ----- | ---------------- |
| Xuereb 43', 66' |       | Beattie 17'      |

## A doua rundă
| Echipa 1                          | Scor gen. | Echipa 2        | Tur | Retur |
| --------------------------------- | --------- | --------------- | --- | ----- |
| Bayern München                    | 4–3       | Botev Plovdiv   | 4–1 | 0–2   |
| Roma                              | 3–0       | Wrexham         | 2–0 | 1–0   |
| Internacional Slovnaft Bratislava | 0–4       | Everton         | 0–1 | 0–3   |
| Fortuna Sittard                   | 3–2       | Wisła Kraków    | 2–0 | 1–2   |
| Dinamo Dresden                    | 3–1       | Metz            | 3–1 | 0–0   |
| Rapid Viena                       | 4–1       | Celtic          | 3–1 | 1–01  |
| AE Larissa                        | 3–1       | Servette        | 2–1 | 1–0   |
| Dinamo Moscova                    | 6–0       | Ħamrun Spartans | 5–0 | 1–0   |

Notes
- Note 1: The Retur in the Rapid Viena–Celtic tie was Rejucareed at Old Trafford, Manchester after a Rapid jucătorul competiției Rudolf Weinhofer was struck by a missile. Celtic had s-a calificat cu scorul general de original tie 3–0 with McClair, MacLeod, and Burns in the 32nd, 45th, and 68th minutes respectively. (Detalii[nefuncțională]
)

### Prima manșă
| Bayern München                                       | 4 – 1 | Botev Plovdiv |
| ---------------------------------------------------- | ----- | ------------- |
| Mladenov 8' (o.g.) Wohlfarth 20', 76' Rummenigge 73' |       | Georgiev 42'  |

| Roma                         | 2 – 0 | Wrexham |
| ---------------------------- | ----- | ------- |
| Pruzzo 36' (pen.) Cerezo 50' |       |         |

| Internacional Slovnaft Bratislava | 0 – 1 | Everton      |
| --------------------------------- | ----- | ------------ |
|                                   |       | Bracewell 6' |

| Fortuna Sittard        | 2 – 0 | Wisła Kraków |
| ---------------------- | ----- | ------------ |
| Hoyer 21' van Well 81' |       |              |

| Dinamo Dresden                      | 3 – 1 | Metz                |
| ----------------------------------- | ----- | ------------------- |
| Häfner 25' Stübner 37' Gütschow 51' |       | Trautmann 9' (o.g.) |

| Rapid Viena                      | 3 – 1 | Celtic      |
| -------------------------------- | ----- | ----------- |
| Pacult 43' Lainer 66' Krankl 87' |       | McClair 57' |

| AE Larissa                          | 2 – 1 | Servette |
| ----------------------------------- | ----- | -------- |
| Patsiavouras 43' Kmiecik 65' (pen.) |       | Kok 13'  |

| Dinamo Moscova                                          | 5 – 0 | Hamrun Spartans |
| ------------------------------------------------------- | ----- | --------------- |
| Gazzaev 6', 64' Karatayev 43' Khapsalis 52' Bulanov 86' |       |                 |

### A doua manșă
| Botev Plovdiv                    | 2 – 0 | Bayern München |
| -------------------------------- | ----- | -------------- |
| Pashev 38' Kostadinov 51' (pen.) |       |                |

| Wrexham | 0 – 1 | Roma         |
| ------- | ----- | ------------ |
|         |       | Graziani 68' |

| Everton                        | 3 – 0 | Internacional Slovnaft Bratislava |
| ------------------------------ | ----- | --------------------------------- |
| Sharp 12' Sheedy 44' Heath 63' |       |                                   |

| Wisła Kraków              | 2 – 1 | Fortuna Sittard |
| ------------------------- | ----- | --------------- |
| Iwan 7' (pen.) Wróbel 42' |       | Hoyer 1'        |

| Metz | 0 – 0 | Dinamo Dresden |
| ---- | ----- | -------------- |
|      |       |                |

| Celtic | 0 – 1 | Rapid Viena |
| ------ | ----- | ----------- |
|        |       | Pacult 18'  |

| Servette | 0 – 1 | AE Larissa   |
| -------- | ----- | ------------ |
|          |       | Valaoras 61' |

| Hamrun Spartans | 0 – 1 | Dinamo Moscova |
| --------------- | ----- | -------------- |
|                 |       | Chesnokov 12'  |

## Sferturi
| Echipa 1       | Scor gen. | Echipa 2        | Tur | Retur |
| -------------- | --------- | --------------- | --- | ----- |
| Bayern München | 4–1       | Roma            | 2–0 | 2–1   |
| Everton        | 5–0       | Fortuna Sittard | 3–0 | 2–0   |
| Dinamo Dresden | 3–5       | Rapid Viena     | 3–0 | 0–5   |
| AE Larissa     | 0–1       | Dinamo Moscova  | 0–0 | 0–1   |

### Prima manșă
| Bayern München             | 2 – 0 | Roma |
| -------------------------- | ----- | ---- |
| Augenthaler 44' Hoeneß 77' |       |      |

| Everton            | 3 – 0 | Fortuna Sittard |
| ------------------ | ----- | --------------- |
| Gray 48', 74', 76' |       |                 |

| Dinamo Dresden                      | 3 – 0 | Rapid Viena |
| ----------------------------------- | ----- | ----------- |
| Trautmann 47' Minge 57' Kirsten 83' |       |             |

| AE Larissa | 0 – 0 | Dinamo Moscova |
| ---------- | ----- | -------------- |
|            |       |                |

### A doua manșă
| Roma     | 1 – 2 | Bayern München               |
| -------- | ----- | ---------------------------- |
| Nela 80' |       | Matthäus 32' (pen.) Kögl 81' |

| Fortuna Sittard | 0 – 2 | Everton            |
| --------------- | ----- | ------------------ |
|                 |       | Sharp 19' Reid 72' |

| Rapid Viena                                             | 5 – 0 | Dinamo Dresden |
| ------------------------------------------------------- | ----- | -------------- |
| Pacult 4', 38' Lainer 17' Panenka 69' (pen.) Krankl 78' |       |                |

| Dinamo Moscova | 1 – 0 | AE Larissa |
| -------------- | ----- | ---------- |
| Fomichyov 61'  |       |            |

## Semifinale
| Echipa 1       | Scor gen. | Echipa 2       | Tur | Retur |
| -------------- | --------- | -------------- | --- | ----- |
| Bayern München | 1–3       | Everton        | 0–0 | 1–3   |
| Rapid Viena    | 4–2       | Dinamo Moscova | 3–1 | 1–1   |

### Prima manșă
| Bayern München | 0 – 0 | Everton |
| -------------- | ----- | ------- |
|                |       |         |

| Rapid Viena                             | 3 – 1 | Dinamo Moscova       |
| --------------------------------------- | ----- | -------------------- |
| Lainer 68' Krankl 70' (pen.) Hrstic 73' |       | Karatayev 26' (pen.) |

### A doua manșă
| Everton                       | 3 – 1 | Bayern München |
| ----------------------------- | ----- | -------------- |
| Sharp 47' Gray 73' Steven 87' |       | Hoeneß 37'     |

| Dinamo Moscova | 1 – 1 | Rapid Viena |
| -------------- | ----- | ----------- |
| Pozdnyakov 29' |       | Panenka 5'  |

## Finala
| Everton                        | 3 – 1 | Rapid Viena |
| ------------------------------ | ----- | ----------- |
| Gray 58' Steven 72' Sheedy 85' |       | Krankl 84'  |

## Golgheteri
The Golgheteri from the 1984–85 UEFA Cup Winners' Cup are as follows:
| Rank | Name                | Team            | goluri |
| ---- | ------------------- | --------------- | ------ |
| 1    | Valery Gazzaev      | Dinamo Moscova  | 5      |
| 1    | Andy Gray           | Everton         | 5      |
| 1    | Antonín Panenka     | Rapid Viena     | 5      |
| 4    | Hans Krankl         | Rapid Viena     | 4      |
| 4    | Tony Kurbos         | Metz            | 4      |
| 4    | Peter Pacult        | Rapid Viena     | 4      |
| 4    | Graeme Sharp        | Everton         | 4      |
| 4    | Roland Wohlfarth    | Bayern München  | 4      |
| 9    | Marek Banaszkiewicz | Wisła Kraków    | 3      |
| 9    | Arthur Hoyer        | Fortuna Sittard | 3      |
| 9    | Andrzej Iwan        | Wisła Kraków    | 3      |
| 9    | Leo Lainer          | Rapid Viena     | 3      |
| 9    | Raymond Xuereb      | Hamrun Spartans | 3      |